# FHM
FHM (For Him Magazine) er et månedligt magasin til mænd, der udkommer i 29 lande. Magasinet beskæftiger sig med sport, krimi, biler, film, musik og smukke kvinder. FHM er kendt for sin særegne humor og sexede fotoserier med kendte kvinder. 
Magasinet udkom i Danmark indtil 2009, hvor det blev udgivet af Benjamin Publications A/S, der også udgiver bl.a. Arena og M!. FHM havde et oplag på godt 30.000 eksemplarer og havde i Danmark godt 160.000 læsere.[kilde mangler]
FHMs chefredaktør i Danmark var fra januar 2005 været Søren Baastrup.
FHM i Danmark udsendte sit sidste blad april 2009, på grund af besparelser fra forlaget Benjamin publications. FHM blev i Danmark udsendt i 66 eksemplarer.

## FHMs liste over det 100 mest sexede kvinder
| År   | Person                | Alder | Noter                                       |  |
| ---- | --------------------- | ----- | ------------------------------------------- |  |
| 1995 | Claudia Schiffer      | 25    | første supermodel der har vundet prisen     |  |
| 1996 | Gillian Anderson      | 28    | Første TV stjerne der vinder prisen.        |  |
| 1997 | Teri Hatcher          | 33    |                                             |  |
| 1998 | Jenny McCarthy        | 26    |                                             |  |
| 1999 | Sarah Michelle Gellar | 22    |                                             |  |
| 2000 | Jennifer Lopez        | 31    |                                             |  |
| 2001 | Jennifer Lopez        | 32    | første til at vinde prisen to gange i træk. |  |
| 2002 | Anna Kournikova       | 22    | første atlet der er kommet på listen.       |  |
| 2003 | Halle Berry           | 37    | ældste vinder                               |  |
| 2004 | Britney Spears        | 23    |                                             |  |
| 2005 | Kelly Brook           | 26    |                                             |  |
| 2006 | Scarlett Johansson    | 21    | yngste vinder                               |  |
| 2007 | Jessica Alba          | 26    |                                             |  |
| 2008 | Megan Fox             | 22    |                                             |  |
| 2009 | Cheryl Cole           | 25    |                                             |  |
| 2010 | Cheryl Cole           | 26    |                                             |  |

## Ekstern henvisning
- FHM's hjemmeside Arkiveret 22. april 2009 hos  Wayback Machine

| Anime eller manga | Spire Denne artikel om medie og kommunikation er en spire som bør udbygges. Du er velkommen til at hjælpe Wikipedia ved at udvide den. |